# Улица Емилијана Јосимовића (Београд)
| Улица Емилијана Јосимовића | Улица Емилијана Јосимовића              |
| -------------------------- | --------------------------------------- |
|                            |                                         |
| Општина                    | Стари Град                              |
| Почетак                    | Браће Југовића, Булевар деспота Стефана |
| Крај                       | Симина                                  |
| Дужина                     | 50 m                                    |
| Ширина                     | 8 m                                     |
| Названа                    | 1872.                                   |
| Стари називи               | Змајева, Змај Јовина, Брестовачка       |
|                            |                                         |
|                            |                                         |
| Улица Емилијана Јосимовића |                                         |

Улица Емилијана Јосимовића једна је од старијих градских улица у Београду. Датира још из 1872. године. Протеже се од Браће Југовића, Булевара деспота Стефана (некада Кнеза Павла) до Симине.

## Име улице
Улица је више пута мењала назив. Настала је 1872. године и звала се Змајева улица. После је променила назив у Змај Јовина до 1950. године. Носила је назив Брестовачка до 1967, а од 1967. носи данашњи назив Емилијана Јосимовића.

### Емилијан Јосимовић
Емилијан Јосимовић био је први српски урбаниста, први професор архитектуре у Србији, познат по изради првог урбанистичког плана Београда 1867. године.

## Улицом Емилијана Јосимовића
- Поглед из Симине улице, бочна страна Дома војске Србије
- Табла с именом улице
- Поглед из Улице браће Југовића

## Суседне улице
- Скадарска
- Булевар деспота Стефана
- Симина
- Браће Југовића